# 多体蕊黄檀
多体蕊黄檀（学名：Dalbergia polyadelpha）为豆科黄檀属下的一个种。

## 扩展阅读
- 維基物種上的相關：多体蕊黄檀